# Эльзасско-Лотарингская операция
Эльзасско-Лотарингская операция или Операция «Северный ветер» (нем. Unternehmen Nordwind) — военная операция вооружённых сил Германии против войск США и Франции в ходе Второй мировой войны. Операция была свёрнута из-за того, что часть сил и резервы были переброшены на Восточный фронт из-за начала Висло-Одерской наступательной операции.

## Стратегическая ситуация
К 25 декабря 1944 года союзники остановили наступление немцев в Арденнах — немцы потерпели поражение и начали отступать. Несмотря на превосходство сил союзников, германское командование рассчитывало с помощью отвлекающих ударов на других участках фронта облегчить отступление своих частей из Арденн. Эта операция получила кодовое название «Северный ветер». Замысел её заключался в том, чтобы ударами под основание выступа в районе к северу от Страсбурга окружить и уничтожить соединения 7-й американской армии, в последующем развить наступление на запад. Свои взгляды Гитлер изложил 28 декабря 1944 года в речи на совещании перед участвовавшими командирами: «Поэтому я просто хотел бы обратиться к вам с просьбой поддержать эту операцию всем своим огнем, всей своей энергией и всем своим напором. Это важнейшая операция. Ее успех абсолютно автоматически повлечет за собой успех второй [в Арденнах]. […] Тогда мы будем управлять судьбой».
Союзное командование заранее знало о готовившемся наступлении немцев. Американская разведка 26 декабря донесла, что 1-3 января следует ожидать наступления в Эльзасе. 1 января немцы провели авиационный удар по аэродромам Бельгии и Нидерландов, но понесли потери в самолётах, которые уже не могли восполнить.

## Расстановка сил

### Союзники
- 6-я группа армий (Дж. Диверс)
  - 7-я американская армия (А. Пэтч) — 10 дивизий
  - 1-я французская армия (Ж.-М. де Латтр де Тассиньи) — 8 дивизий

### Германия
- Группа армий «G» (Й. Бласковиц)
  - 1-я армия (Г. Обестфельдер) — 15 дивизий
- Группа армий «Верхний Рейн» (Г. Гиммлер)
  - 19-я армия (Г. Фёрч) — 9 пехотных дивизий и танковая дивизия

## Проведение операции
Немецкое наступление началось 1 января 1945 и к исходу 2 января немцы продвинулись только на 30 км. Это было намного меньше, чем предусматривалось планом операции. Передовые немецкие части были остановлены 6-м американским корпусом в 30 км северо-западнее Страсбурга. Главное командование союзных сил приняло решение отвести войска из района Страсбурга к Вогезам, но позже отменило это решение. 3 января генерал де Голль выступил против отступления, заявив, что «преднамеренное оставление Эльзаса и части Лотарингии без боя будет крупной ошибкой как с военной, так и с государственной точки зрения», а затем порекомендовал Ж.-М. де Латтру де Тассиньи обороняться, даже если американцы отступят.
Паттон, узнав об этом, сказал: «Мы с Брэдли оба считали данную программу неприемлемой, и не только с военной точки зрения, но и с политической — вообще с любой, с какой только ни посмотри. Ведь отвод наших частей обрек бы на рабство или гибель все брошенное нами на произвол судьбы французское население Эльзаса и Лотарингии». Паттон также заявил, что союзники должны продолжать наступление: «Мы глубоко убеждены в том, что Третья армия должна продолжать наступление и уничтожать неприятеля, не допуская никаких проволочек». К этому моменту союзники, наступая в Арденнах, ликвидировали большую часть Арденнского «выступа». Также немецкая 1-я армия оказалась под ударом 3-й американской армии из 12-й группы армий к северо-западу от Эльзаса. 1-я и 3-я американские армии прорвали «Линию Зигфрида» и вторглись на территорию Германии в районе городов Моншау, Эхтернах, Заарлаутерн.
Эйзенхауэр приказал частям 7-й американской армии держать оборону. Решено было отвести из выступающей дуги фронта лишь соединения 6-го армейского корпуса так, чтобы его левый фланг опирался на Вогезы, правый был оттянут в общем направлении на Страсбург, а оборону этого района передать 1-й французской армии. 5 января 19-я немецкая армия предприняла наступление в районе к северу от Страсбурга. Танковые части 19-й армии, наступая к реке Модер, были остановлены частями 6-го американского корпуса. Одновременно началось наступление к югу от Страсбурга, но французские части его остановили. 6 января Черчилль осведомлялся у Сталина, когда ожидается намеченное на зиму наступление на русском фронте. 8 января 1945 с территории Лотарингии и Люксембурга 3-я армия генерала Паттона начала наступление на позиции 1-й немецкой армии в районе реки Саар. 25 января войска 7-й армии отбили в районе Модера последнюю отчаянную попытку вермахта прорвать оборону.
Ещё с 25 декабря 1944 после поражения в Арденнах вермахт потерял стратегическую инициативу на Западном фронте. Все контратаки немецких войск после 1 января проводились небольшими силами, и не могли изменить стратегическую обстановку на Западном фронте. Инициатива окончательно перешла к союзникам.

## Результаты
К концу января 7-я американская армия отбросила противника в долине реки Модер на ряде участков фронта. В результате операции 19-я немецкая армия попала в окружение — Кольмарский «мешок», который пал 9 февраля (см. Кольмарская операция).

## Фильмы
- «Патриоты», Франция 2006.

## Компьютерные игры
- «Арденны 1944 (1944: Battle of the Bulge)»
- «Codename Panzers: Phase One»